# Constitution du Burkina Faso

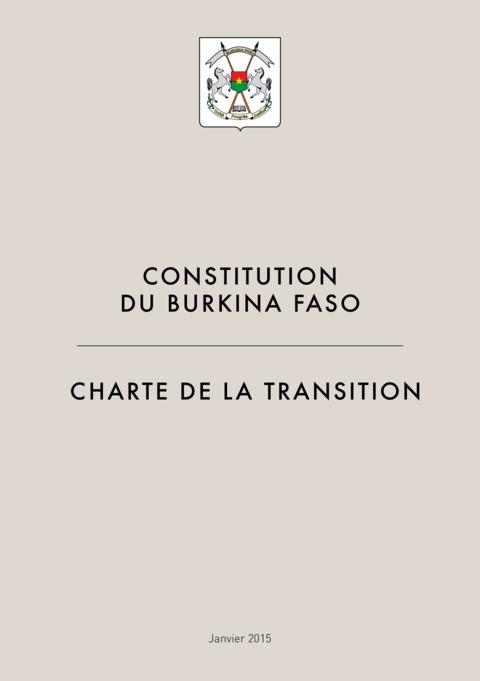
La Constitution du Burkina Faso (Charte de la transition)

Le Burkina Faso, anciennement Haute-Volta, a connu quatre constitutions :
- Constitution voltaïque de 1960 ;
- Constitution voltaïque de 1970 ;
- Constitution voltaïque de 1977 ;
- Constitution du Burkina Faso de 1991.

## Histoire constitutionnelle
Le Burkina Faso (Haute-Volta jusqu'en 1984) a utilisé quatre constitutions depuis son indépendance en 1960.

### Constitution de 1960 instituant la Première République
La Constitution du 27 novembre 1960, régissait l'ordre constitutionnel de la Première République, sous la présidence de Maurice Yameogo. Elle était en vigueur jusqu'à sa démission le 3 janvier 1966.

### Constitution de 1970 instituant la Seconde République
La Constitution du 14 juin 1970, régissait l'ordre constitutionnel de la Seconde République, sous la présidence du général Lamizana. Elle était en vigueur jusqu'à sa suspension le 8 février 1974.

### Constitution de 1977 instituant la Troisième République
La Constitution de 1977 marque le rétablissement du pluripartisme, en limitant toutefois le nombre des partis à trois. Le général Lamizana, au pouvoir depuis 1966, est élu à la présidence de la République, le 28 mai 1978. Il sera renversé le 25 novembre 1980 par le colonel Zerbo.

### Constitution de 1991 instituant la Quatrième République
La constitution du Burkina Faso fut approuvée par référendum le 2 juin 1991, formellement adoptée le 11 juin 1991 et dernièrement amendée en novembre 2015. Elle est constituée d'un préambule et de 169 articles.
Elle est suspendue par les putschistes auteurs du coup d'État du 24 janvier 2022. Le 31 janvier, un acte fondamental rétablit la Constitution et accorde à Damiba le titre de président.
Le 30 septembre 2023, La junte burkinabè annonce une "modification partielle" de la Constitution.

#### Projet de Constitution de Roch Marc Christian Kaboré
Le président Roch Marc Christian Kaboré a installé le 29 septembre 2016 à Ouagadougou les membres d'une commission constitutionnelle qui doivent produire une nouvelle Constitution pour le passage du pays à la Ve République. Composée de 92 membres, elle comprend des représentants du chef de l’État, des partis politiques, de la société civile, des forces de défense et de sécurité, du monde rural et économique ainsi que des juristes et des défenseurs de l’environnement.
Début novembre 2015, les députés du Conseil national de la transition (CNT), l’assemblée intérimaire mise en place après la chute de Blaise Compaoré, avaient déjà adopté un amendement constitutionnel qui verrouille le nombre de mandats présidentiels. Le rééquilibrage des pouvoirs et l’indépendance de la Justice sont deux des sujets de préoccupation du président dans le processus de réforme constitutionnelle qu’il a lancé.
Un avant-projet est initialement prévu pour février 2017, puis reporté. Il est finalement dévoilé le 14 novembre 2017. Le projet final est dévoilé le 28 décembre 2017.
Kaboré prévoit d'abord une adoption de la réforme constitutionnelle par voie parlementaire, moins coûteuse, en raison des difficultés financières du pays. Les consultations qu'il entreprend avec l'ensemble de la classe politique lui font néanmoins se ranger à l'option plus consensuelle d'un référendum populaire, à la suite de la demande de l'opposition et sur les conseils du Conseil constitutionnel.
Le 27 août 2018, la Commission électorale nationale indépendante annonce que le scrutin aura lieu le 24 mars 2019, à la suite d'une révision du fichier électoral qu'elle juge nécessaire. L'information est rapidement relayée dans les médias, mais démentie dès le lendemain par le gouvernement, le ministère de l’Administration territoriale déclarant qu’« aucune date n'est à ce jour officiellement arrêtée ». Dans un contexte d'attaques djihadistes à répétition, la date d'organisation du référendum n'est pas sujet à débat.
Le gouvernement réitère par ailleurs son engagement à soumettre la nouvelle constitution à référendum, lors d'un scrutin organisé au plus tard lors des élections présidentielles et législatives prévues en 2020. Le coût du scrutin, évalué à plus de 40 milliards de francs CFA (60 millions d'euros) rend probable une organisation simultanée. Le gouvernement songerait également à décaler les législatives afin de coupler présidentielle et référendum, puis législatives et municipales.
Après sa réélection lors de l'élection présidentielle de 2020 au Burkina Faso, Roch Marc Christian Kaboré annonce un référendum pour 2021. Une organisation au mois de mai est par la suite avancée par le Premier ministre Christophe Dabiré lors de son discours de politique générale à l'assemblée nationale, sans suites.

#### Révisions constitutionnelles de 2023-2024
Le 30 septembre 2023, la junte burkinabè annonce une « modification partielle » de la Constitution reléguant notamment le français comme langue de travail et supprimant la Haute Cour de justice, jugeant les personnalités politiques. Adoptée par le Parlement de transition, elle est effective en décembre 2023.
Le 30 octobre 2024, le Parlement de transition adopte une nouvelle modification de la Constitution. Celle-ci rétablit « la patrie ou la mort, nous vaincrons », de Thomas Sankara, comme devise nationale, et permet l'adhésion du pays à une confédération, une fédération ou à une union d'États sans passer par un référendum. La révision constitutionnelle est ensuite soumise au Conseil constitutionnel, puis promulguée le 21 novembre par le président de la transition Ibrahim Traoré. Elle entre en vigueur le 30 novembre 2024.